# 吉川有美
吉川 有美（よしかわ ゆうみ、1973年〈昭和48年〉9月4日 - ）は、日本の政治家。
参議院議員（2期）、自由民主党副幹事長兼参議院副幹事長、経済産業大臣政務官兼内閣府大臣政務官、外務大臣政務官などを歴任した。

## 来歴

### 生い立ち
三重県桑名市生まれ。桑名市立深谷小学校、桑名市立成徳中学校、私立メリノール女子学院高等学校（現メリノール学院）を卒業後、1993年、東京農業大学農学部国際農業開発学科に入学。
1998年、国立大学法人東京農工大学大学院修士課程農学研究科農業経営・生産組織学研究室にて、地域経済発展のための農業担い手問題に取り組む。2000年4月、株式会社農業食品監査システム入社。2003年11月、テュフ・ラインランド・ジャパン株式会社入社。
2005年に標準化された食品安全のための国際標準規格であるISO22000食品安全マネジメントシステムの審査認証登録を日本においてスタートするにあたり、審査員研修立ち上げ等のため、日本環境認証機構に移籍。
2007年1月、三井住友銀行に入行。環境・エネルギー、サスティナビリティ、リスク管理・事業継続（BCP）などを専門に、国内外の企業支援や海外展開業務、省庁や地方行政の民間委員や、セミナー業務・企業支援に資する金融商品開発等に従事。

### 参議院議員に初当選
2013年、第23回参議院議員通常選挙に自民党公認候補として三重県選挙区より立候補し、373,035票を得票し当選。三重県では斎藤十朗元参議院議長以来15年ぶりとなる自民党の参議院議員となる。
2014年、参議院環境委員会理事、2017年～2019年、参議院経済産業委員会理事、2017年～2018年、国際経済・外交に関する調査会理事をつとめる。自民党内では、女性局長代理を2期、青年局国際部副部長、商工・中小企業関係団体委員会 副委員長、環境部会、経済産業部会、内閣部会副部会長等を歴任。
2019年7月、第25回参議院議員通常選挙にて2期目の当選。同年10月、参議院文教科学委員会委員長に就任。自民党内では、教育再生実行本部 副本部長、教育・文化・スポーツ関係団体委員会副委員長、 司法制度調査会副会長、女性活躍推進本部幹事、農産物輸出促進対策委員会事務局等を歴任。国立大学法人三重大学大学院地域イノベーション学研究科博士課程に在籍中。
2020年8月6日、無派閥だった吉川は清和政策研究会（細田派）に入会した。
同年9月、自由民主党女性局長に就任。

### 裏金問題と2025年の参院選
2025年3月7日、政治資金パーティー収入の裏金問題をめぐり、参議院の政治倫理審査会に約10分遅刻し、松村祥史会長から「緊張感を持って臨んでほしい」と注意を受けた。吉川は旧安倍派の政治資金パーティーのキックバック分として2022年までの3年間であわせて240万円を、政治資金収支報告書に記載しなかった。衆参両院の審査会は、このまでに、出席を申し出た議員のうち、体調不良の参議院議員1人を除く51人全員の弁明と質疑を終えた。
吉川は政倫審で「地元を中心に有権者への説明を繰り返し重ねてきた。これからもあらゆる機会をとらえて、真摯に説明を続けていきたい」と述べた。ところが同年5月に津市内で党県連関係者ら約3000人が集まった総決起大会や、6月中旬の事務所開きなどで自ら裏金問題に触れることはなかった。総決起大会終了後の囲み取材で、記者の質問に「政治倫理審査会での説明で一区切りついている」と答えたが、囲みが解けるや当該記者を呼んで「どういう意図で質問したのか」と詰問した。さらに「記事に書くときは（事前に）見せて」と迫った。その後も、取材で裏金問題について尋ねられると、秘書が出て来て「陥れようとしているのか」と記者に怒ったり、記者会見で質問を制限したりするなどの対応が続いた。
同年7月3日に第27回参議院議員通常選挙が公示され、三重県選挙区には吉川、立憲民主党新人の元県議の小島智子、参政党新人のパート従業員の難波聖子、NHK党新人の計4人が立候補の届出を出した。公示後、県内の国会議員らの後援会で「裏金問題に対しての説明が不足している」と指摘され、同月13日頃から裏金問題に言及するようになった。同月16日に読売新聞が終盤情勢を発表し、「小島がややリードし、吉川が懸命に追い上げる」と報じた。
同年7月20日、参院選執行。投票締め切りの20時にCBCテレビは小島の当選確実を報じた。吉川は276,304票を獲得するも次点で落選した。参政党公認の難波は202,436票を獲得した。朝日新聞社は同日に実施した出口調査の結果を開票時に発表。1人区で自民党の支持基盤が細ったうえに、保守的な政策を掲げた参政党に無党派層が流れたことが浮き彫りとなった。1人区全体で政党支持率をみると、自民支持率は2022年の前回選挙では49％だったのが、30％に大きく落ち込んだ。無党派層の投票先の内訳をみると、22％が参政党候補、22％が立憲候補、20％が自民候補という結果だった。党県連会長の田村憲久は報道陣に「不記載問題が（敗因として）大きかった。十分に説明しきれなかった。反省しなければならない」と語った。

## 政策・主張
- 2013参院選に伴う毎日新聞が行った候補者アンケートによると、憲法改正に賛成。
- 日本の核武装について、将来にわたって検討すべきでない。
- 自然災害が多発化・激甚化する昨今において、老朽化しているインフラ整備が急務であり、また国内には整備されていないインフラがまだまだ多くあり、地方経済発展の妨げになっているとの思いから、インフラ整備に尽力したとされる。限られた予算のなかで国土強靱化を早急に進めるため、米国のレベニューボンドのような民間の資金を活用する仕組み導入を提唱した[12]
- 2016年より小泉進次郎衆議院議員を中心とした「2020年以降の経済財政構想小委員会」にて、自身が注力してきた幼児教育無償化など幼児教育をはじめとする教育や子育て支援予算拡充のための「こども保険」創設や「年金受給開始年齢の柔軟化」等の提言の取りまとめに従事した。
- サスティナビリティの分野では、2015年「ESG投資・国連投資原則勉強会」、2018年「一億総活躍推進本部 資本市場・ESG投資プロジェクトチーム」座長等をつとめた。企業のサスティナビリティ活動と企業価値向上との両立を実現したとされる。SDGs実現の道筋ともなるESG投資拡大のための環境整備に取り組んだ[12]。

## 人物

### 旧統一教会との関係
ジャーナリストの鈴木エイトが作成した「旧統一教会関連団体と関係があった現職国会議員168人」によれば、旧統一教会関連団体との関係について、2013年の参院選で教団の推薦候補に指定されている。2020年11月には教団系の三重県平和大使協議会が主導するイベント「ファイト三重！県民祭り」に祝電を送り、秘書が代理で来賓出席した。

## 不祥事
- 2019年分の政治資金収支報告書において、吉川が代表を務める政治団体「自民党三重県参議院選挙区第1支部」が秘書の交通反則金3万3千円を政治資金から支出していたことが判明した[14]。

## 所属団体・議員連盟
- 自民党たばこ議員連盟[15]
- 幼児教育議員連盟
- 私学振興推進議員連盟
- 私立大学の振興に関する協議会
- 国立大学振興議員連盟
- スポーツ議員連盟
- 障がい者スポーツ・パラリンピック推進議員連盟
- 国民の医療を守る議院の会
- 看護問題対策議員連盟
- 介護福祉議員連盟
- 観光産業振興議員連盟
- 自動車議員連盟
- 電力安定供給推進議員連盟
- 中小・小規模事業者の円滑な世代交代を後押しする議員連盟
- 畜産振興議員連盟
- 鳥獣保護緊急対策議員連盟
- 港湾議員連盟
- 漁港漁場漁村整備促進議員連盟
- トラック輸送振興議員連盟
- タクシー・ハイヤー議員連盟
- 臨海コンビナート再生・強靱化推進議員連盟
- 司法書士制度推進議員連盟
- 税理士制度改革推進議員連盟
- 世界銀行国会議員連盟
- 保険制度改正推進議員連盟
- 国際競争力ある農業人材育成に向けた議員連盟

### 役職
- 三重県馬術連盟 会長
- 三重県カヌー協会 会長
- 東海学生アメリカンフットボール連盟 顧問
- 日本プリザーブドフラワーアーティスト協会 理事
- 伊賀上野観光協会 観光大使

## 支援団体
- 全国たばこ販売政治連盟（組織推薦候補者）[15]

他多数

## 選挙歴
| 当落 | 選挙                     | 執行日         | 年齢 | 選挙区       | 政党       | 得票数     | 得票率 | 定数 | 得票順位 /候補者数 | 政党内比例順位 /政党当選者数 |
| ---- | ------------------------ | -------------- | ---- | ------------ | ---------- | ---------- | ------ | ---- | ------------------ | ---------------------------- |
| 当   | 第23回参議院議員通常選挙 | 2013年07月21日 | 39   | 三重県選挙区 | 自由民主党 | 37万3035票 | 44.23% | 1    | 1/6                | /                            |
| 当   | 第25回参議院議員通常選挙 | 2019年07月21日 | 45   | 三重県選挙区 | 自由民主党 | 37万9339票 | 50.27% | 1    | 1/3                | /                            |
| 落   | 第27回参議院議員通常選挙 | 2025年07月20日 | 51   | 三重県選挙区 | 自由民主党 | 27万6304票 | 32.99% | 1    | 2/4                | /                            |